# Número de Lewis
El número de Lewis (Le) es un número adimensional definido como el cociente entre la difusividad térmica y la difusividad másica. Se usa para caracterizar flujos en donde hay procesos simultáneos de transferencia de calor y masa por convección.

## Etimología
Se denomina así por Warren K. Lewis (1882–1975), quien fue el primer director del Departamento de Ingeniería Química del MIT. Muchos estudiosos en el campo de los procesos de combustión asumen (incorrectamente) que el número de Lewis hace honor a Bernard Lewis (1899–1993), quien durante muchos años fue la principal figura en el campo de la investigación en combustión.

## Simbología
| Símbolo                       | Nombre                | Unidad |
| ----------------------------- | --------------------- | ------ |
| {\displaystyle \mathrm {Le} } | Número de Lewis       |        |
| {\displaystyle \mathrm {Sc} } | Número de Schmidt     |        |
| {\displaystyle \mathrm {Pr} } | Número de Prandtl     |        |
| {\displaystyle \alpha }       | Difusividad térmica   | m2 / s |
| {\displaystyle {\mathit {D}}} | Difusividad másica    | m2 / s |
| {\displaystyle \nu }          | Viscosidad cinemática | m2 / s |

## Descripción
Se define como:
{\displaystyle \mathrm {Le} ={\frac {\alpha }{\mathit {D}}}}
|                                                                      | 1                                                                                                  | 2                                                                    | 3                                                                    |
| -------------------------------------------------------------------- | -------------------------------------------------------------------------------------------------- | -------------------------------------------------------------------- | -------------------------------------------------------------------- |
| Ecuaciones                                                           | {\displaystyle \mathrm {Le} ={\frac {\alpha }{\mathit {D}}}}                                       | {\displaystyle \mathrm {Sc} ={\frac {\nu }{\mathit {D}}}}            | {\displaystyle \mathrm {Pr} ={\frac {\nu }{\alpha }}}                |
| Multiplicando {\displaystyle {\Bigl (}{\frac {\nu }{\nu }}{\Bigr )}} | {\displaystyle \mathrm {Le} ={\frac {\alpha }{\mathit {D}}}{\Bigl (}{\frac {\nu }{\nu }}{\Bigr )}} |                                                                      |                                                                      |
| Ordenando                                                            | {\displaystyle \mathrm {Le} ={\frac {(\alpha \ /\ \nu )}{({\mathit {D\ /\ \nu )}}}}}               |                                                                      |                                                                      |
| Sustituyendo                                                         | {\displaystyle \mathrm {Le} ={\frac {\mathrm {Sc} }{\mathrm {Pr} }}}                               | {\displaystyle \mathrm {Le} ={\frac {\mathrm {Sc} }{\mathrm {Pr} }}} | {\displaystyle \mathrm {Le} ={\frac {\mathrm {Sc} }{\mathrm {Pr} }}} |

{\displaystyle \mathrm {Le} ={\frac {\mathrm {Sc} }{\mathrm {Pr} }}}

## Literatura
- Bird, R.B. (2001). Who Was Who in Transport Phenomena. Archivado desde el original el 5 de junio de 2008. Consultado el 8 de febrero de 2008.
- Incropera, F. P.; DeWitt, D. P. (1996). Heat and Mass Transfer, fifth edition. Nueva York, NY: Wiley. ISBN 0-471-38650-2.